# Thrissops
Genre
Thrissops est un genre fossile d'actinoptérygiens téléostéens Du Kimméridgien supérieur du Jurassique supérieur au Cénomanien supérieur du Crétacé supérieur. 

## Classification
Le genre Thrissops est décrit en 1833 par le paléontologue suisse et américain Agassiz,.

## Fossiles
Selon la Paleobiology Database en 2024, ce genre a quatre collections de fossiles référencées :
- Crétacé, une collection en Croatie et une en France,
- Jurassique, une collection en Allemagne et une en Turquie[2]

Ses fossiles sont connus du calcaire de Solnhofen ainsi que des Argiles de Kimmeridge.
Thrissop est connu dans divers gisements européens, notamment à Solnhofen, en Bavière, où il est conservé dans des sédiments très fins. L'une des espèces les plus connues est Thrissops formosus.

## Étymologie
Son nom vient du grec moderne : θρῐ́ξ thrix, « cheveux » et du grec moderne : ὄψις ópsis « regarder »

## Description
Thrissops était un poisson prédateur rapide d'environ 60 cm de long, qui se nourrissait d'autres poissons osseux.
Long d'une soixantaine de centimètres, ce poisson de taille moyenne avait un corps élancé et une queue nettement divisée en deux lobes presque identiques (homocerca). Les nageoires pectorales et pelviennes étaient plutôt petites, tandis que la nageoire anale était très allongée. Le crâne était court et haut, équipé de nombreuses dents pointues.
Il avait un corps profilé avec une queue profondément fendue et seulement de très petites nageoires pelviennes. Thrissops était l'un des plus petits membres de l'ordre des Ichthyodectiformes, qui comprenait également des géants comme Xiphactinus et Saurodon.
Ce poisson est un représentant typique des Ichthyodectiformes, un groupe de poissons osseux aux habitudes prédatrices, caractéristiques du Mésozoïque supérieur. Ces animaux sont probablement issus de poissons similaires aux Leptolepis au Jurassique, puis se sont spécialisés et ont augmenté en taille au Crétacé. Certaines formes, comme Xiphactinus, atteignaient 4 mètres de long. Les Thrissops pourraient être considérés comme un ancêtre des Osteoglossiformes modernes, le groupe de poissons osseux le plus primitif qui comprend également l'arapaima.

## Mode de vie
Cet animal était un prédateur, chassant une variété d’animaux dans les eaux marines chaudes et peu profondes. Certains restes fossiles ont amené les chercheurs à croire que les Thrissops se nourrissaient également d'individus de la même espèce.

## Liste des espèces
Selon Paleobiology Database en 2024, ce genre a sept espèces référencées :
- †Thrissops cephalus Agassiz, 1834
- †Thrissops curtus Woodward, 1919
- †Thrissops exiguus Bassani, 1879
- †Thrissops formosus Agassiz, 1833, espèce type
- †Thrissops molossus Woodward, 1919
- †Thrissops portlandicus Woodward, 1895
- †Thrissops subovatus Agassiz, 1843 [2]

## Galerie

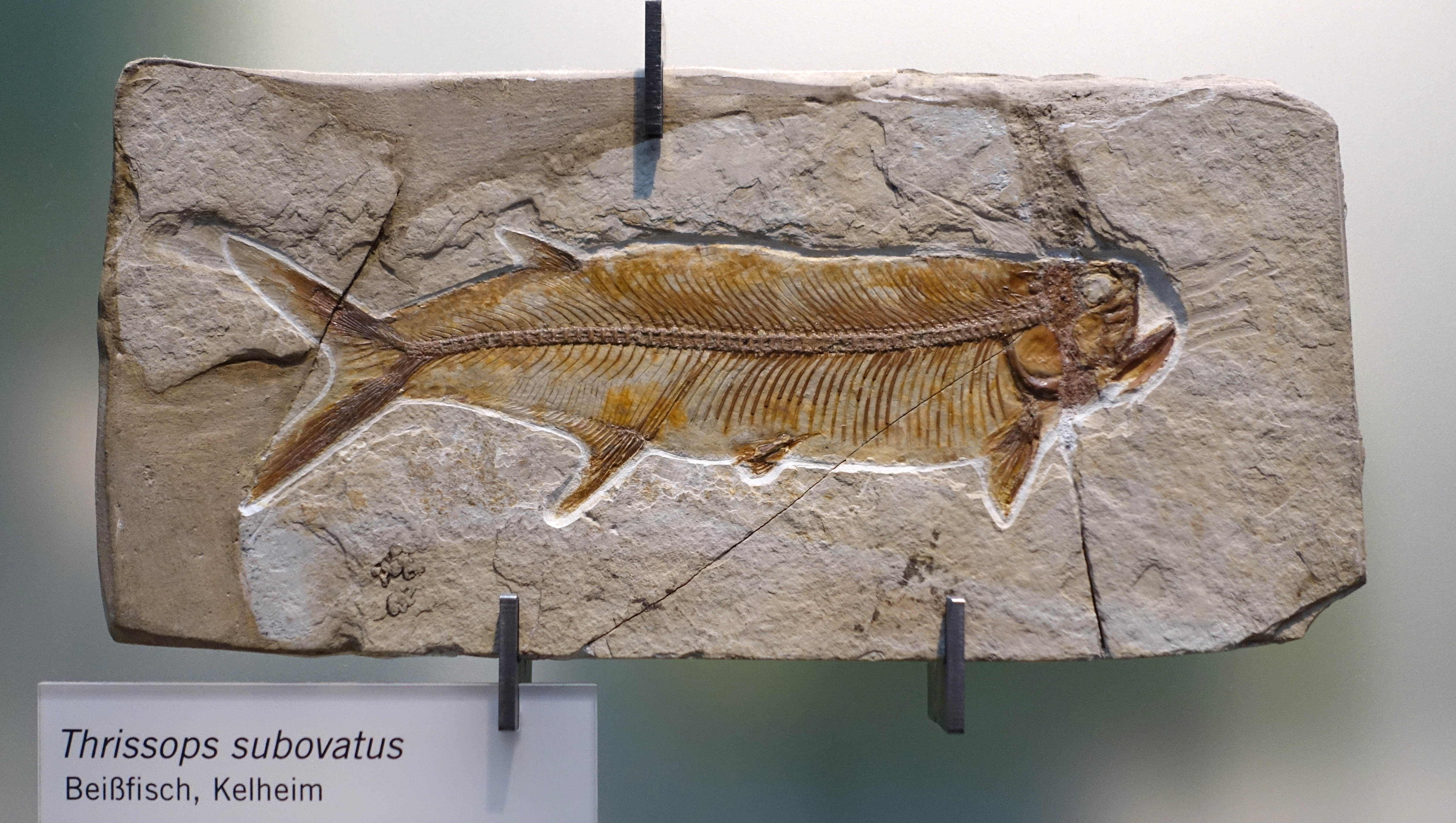
Thrissops subovatus au Museum fur Naturkunde, Berlin.
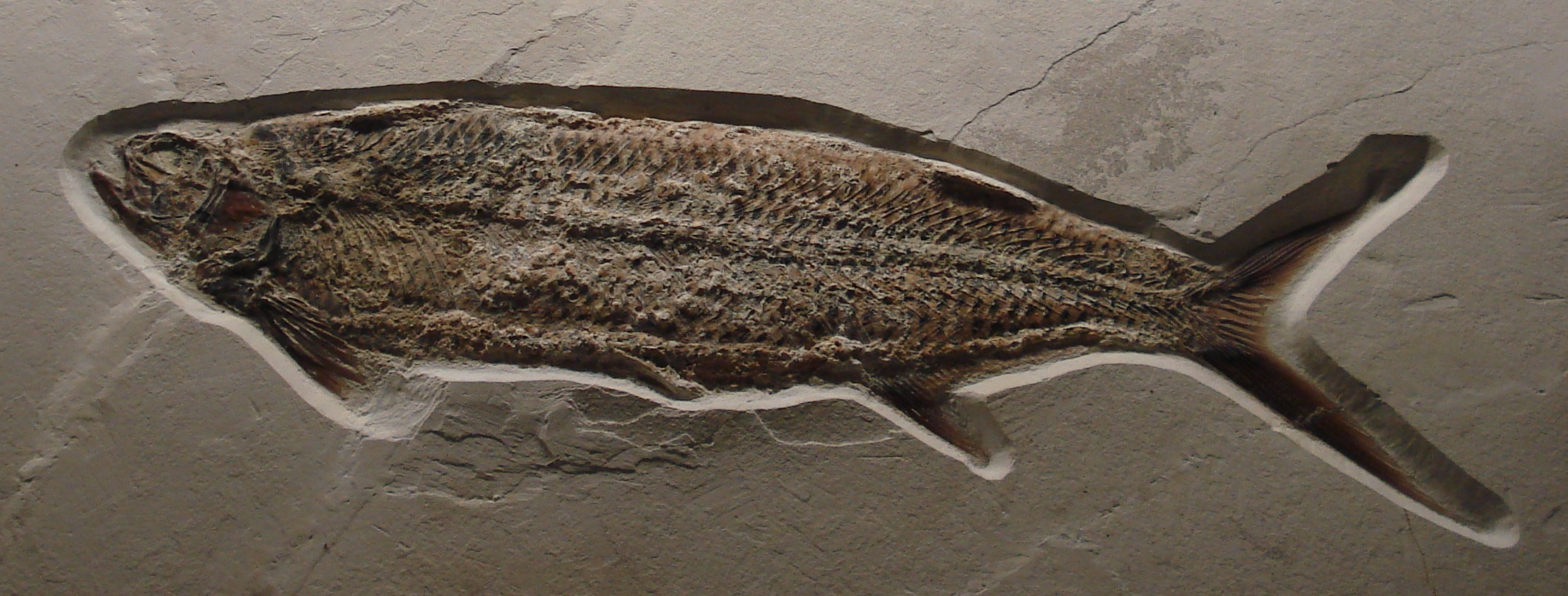
Thrissops formosus
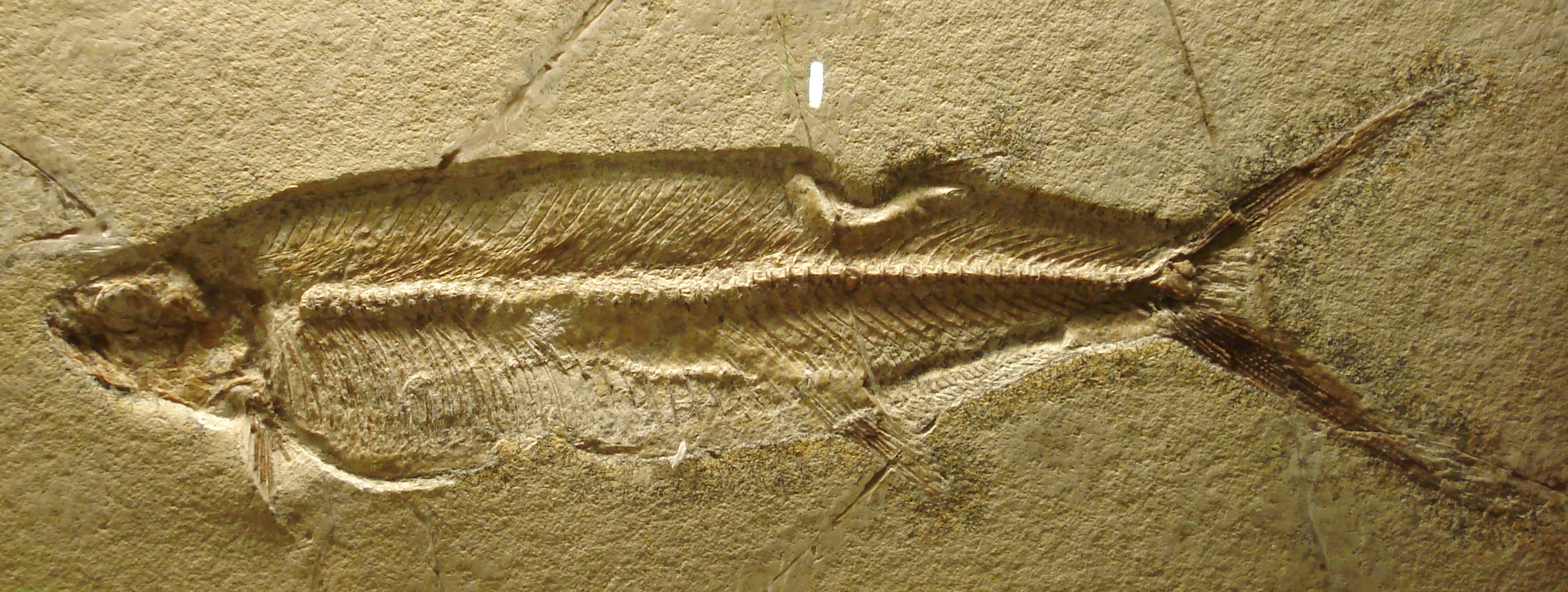
Thrissops subovatus
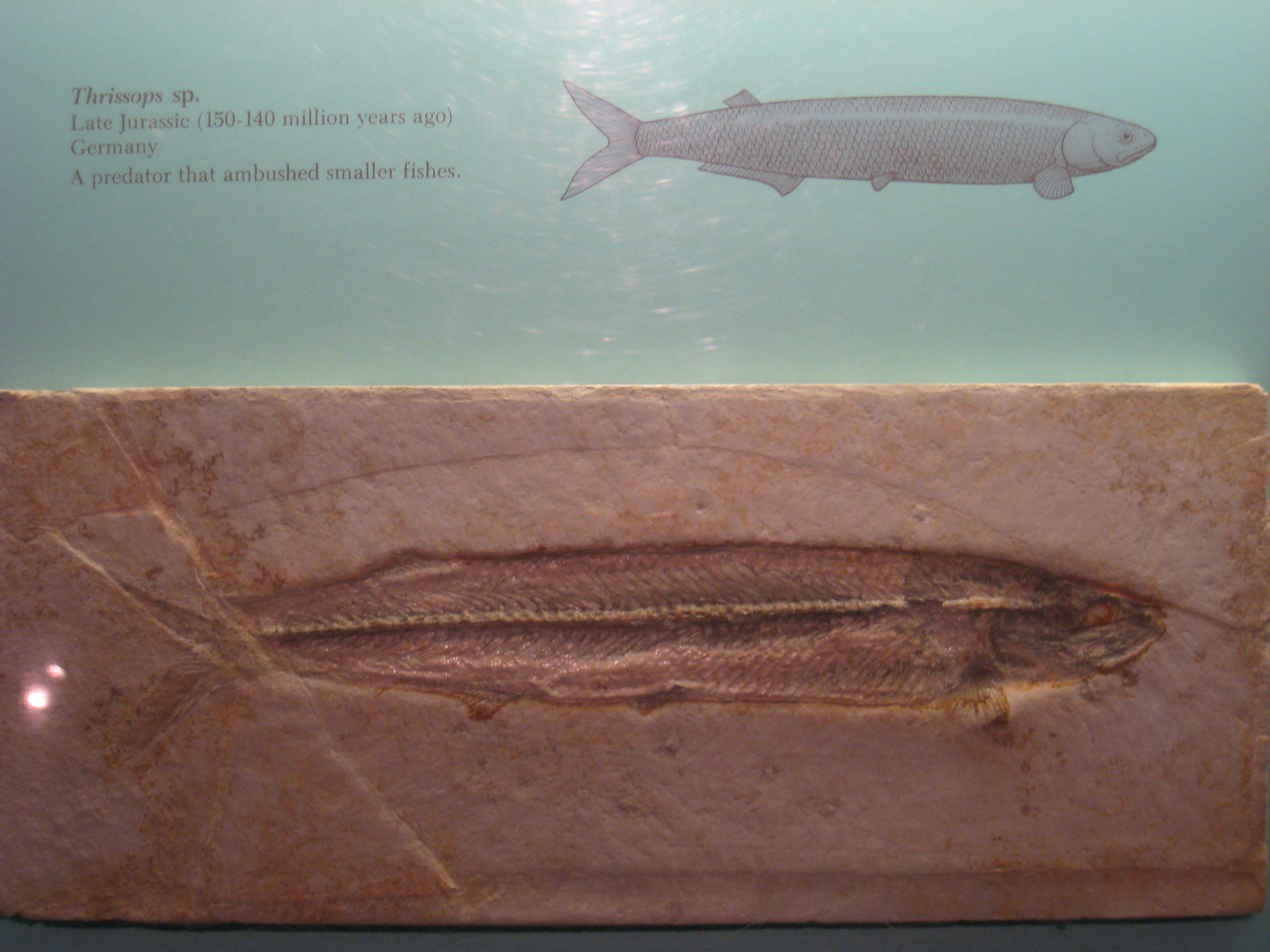
Thrissops sp. - National Museum of Natural History, Smithsonian Institution, Washington, DC, États-Unis.

## Publication originale
- [1833] Louis Agassiz, « Recherches Sur Les Poissons Fossiles. Tome II (1re livraison) », Recherches Sur Les Poissons Fossiles,‎ 1833, p. 1-48.